# Division 1A 2024/25
Die Division 1A 2024/25 war die 122. Spielzeit der höchsten belgischen Spielklasse im Männerfußball.

## Saisonablauf
Der Spielplan wurde am 11. Juni 2024 bekanntgegeben. Die Saison begann am 26. Juli 2024. Eine Winterpause fand vom 28. Dezember 2024 bis zum 9. Januar 2025 statt. Die Hauptrunde endete am 16. März 2025. Die anschließenden Play-offs und Play-downs begannen am 29. März 2025 und endeten am 25. Mai 2025. Das letzte Entscheidungsspiel fand am 29. Mai 2025 statt.

## Teilnehmer
Für die Spielzeit 2024/25 haben sich sportlich qualifiziert:
| Verein                                                                        | Stadion                                                                       | Kapazität                                                                     |
| aus der Division 1A 2023/24 in der Reihenfolge der Platzierung der Hauptrunde | aus der Division 1A 2023/24 in der Reihenfolge der Platzierung der Hauptrunde | aus der Division 1A 2023/24 in der Reihenfolge der Platzierung der Hauptrunde |
| ----------------------------------------------------------------------------- | ----------------------------------------------------------------------------- | ----------------------------------------------------------------------------- |
| Royale Union Saint-Gilloise                                                   | Stade Joseph Marien                                                           | 09.400                                                                        |
| RSC Anderlecht                                                                | Lotto Park                                                                    | 21.500                                                                        |
| Royal Antwerpen                                                               | Bosuilstadion                                                                 | 16.144                                                                        |
| FC Brügge                                                                     | Jan-Breydel-Stadion                                                           | 29.062                                                                        |
| Cercle Brügge                                                                 | Jan-Breydel-Stadion                                                           | 29.062                                                                        |
| KRC Genk                                                                      | Cegeka Arena                                                                  | 23.718                                                                        |
| KAA Gent                                                                      | Planet Group Arena                                                            | 20.000                                                                        |
| KV Mechelen                                                                   | AFAS Stadion                                                                  | 16.672                                                                        |
| VV St. Truiden                                                                | Stayen                                                                        | 12.500                                                                        |
| Standard Lüttich                                                              | Maurice-Dufrasne-Stadion                                                      | 30.023                                                                        |
| KVC Westerlo                                                                  | Het Kuipje                                                                    | 08.035                                                                        |
| Oud-Heverlee Löwen                                                            | King Power at Den Dreef Stadion                                               | 10.020                                                                        |
| dem Ersten der Play-down-Runde der Division 1A 2023/24                        |                                                                               |                                                                               |
| Sporting Charleroi                                                            | Stade du Pays de Charleroi                                                    | 14.891                                                                        |
| dem Sieger der Relegationsspiele gegen die Division 1B 2023/24                |                                                                               |                                                                               |
| KV Kortrijk                                                                   | Guldensporenstadion                                                           | 09.399                                                                        |
| die Aufsteiger aus der Division 1B 2023/24                                    |                                                                               |                                                                               |
| K Beerschot VA                                                                | Olympiastadion Antwerpen                                                      | 12.771                                                                        |
| F.C.V. Dender E.H.                                                            | Dender Football Complex                                                       | 06.429                                                                        |

## Modus
Seit der Saison 2023/24 besteht die Division 1A aus 16 Vereinen.
Die 16 Vereine spielen zunächst in einer Doppelrunde die reguläre Saison (Hauptrunde). Deren Abschlusstabelle dient als Grundlage für die Qualifikation zu verschiedenen Platzierungsrunden.

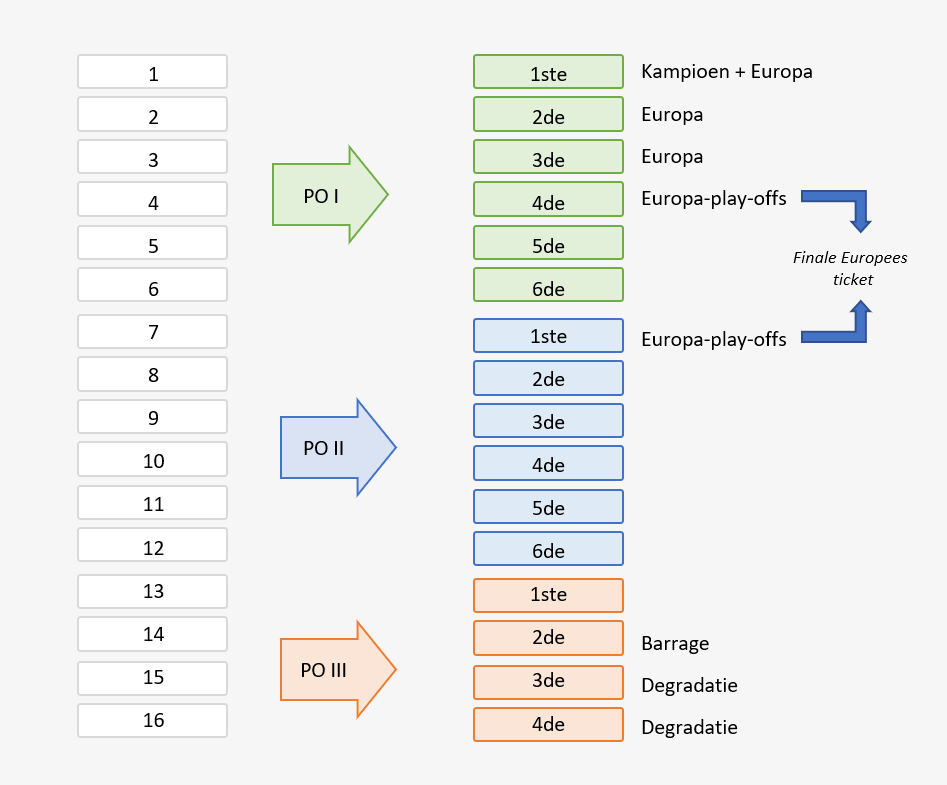
Schema der Play-off ab der Saison 2023/24 (niederländisch)

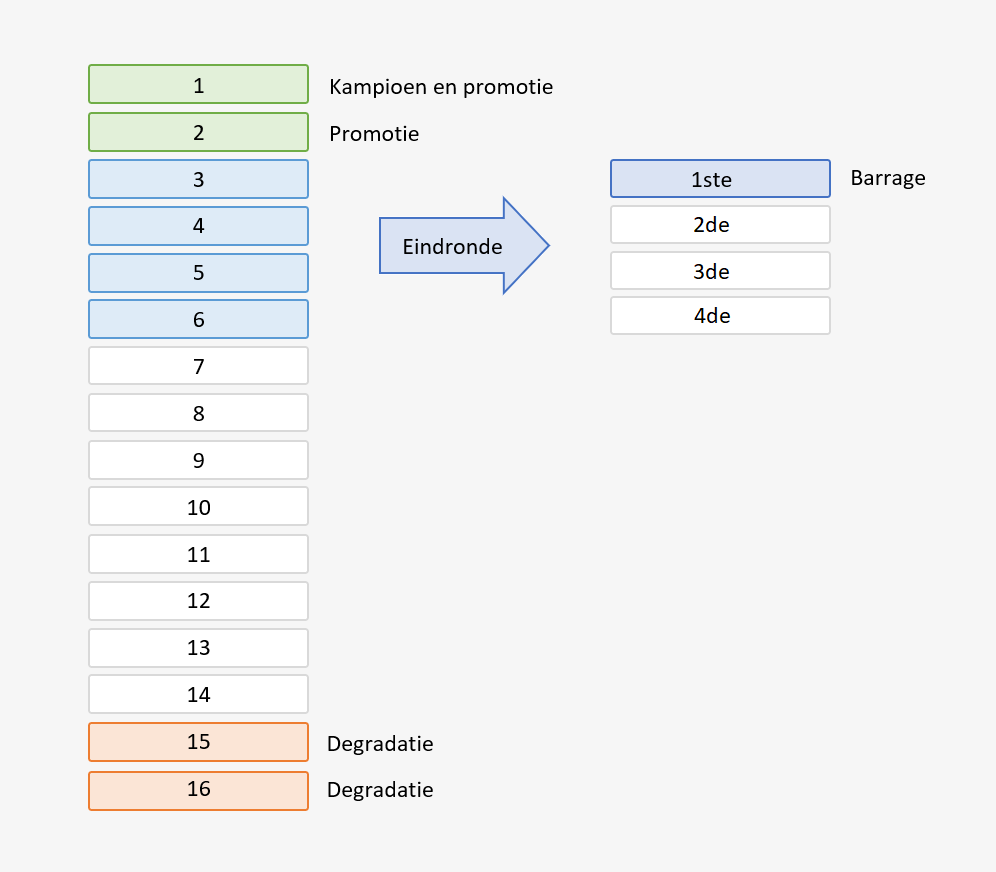
Schema der Play-off der Division 1B ab der Saison 2023/24 (niederländisch)

Die sechs bestplatzierten Vereine nach Abschluss der 30 Spieltagen erreichen die Meisterschaftsrunde (Play-off 1). Die Vereine, die nach Abschluss der Hauptrunde auf den Plätzen 7 bis 12 stehen, spielen ebenfalls eine Play-off-Runde (Play-off 2 oder Europa Play-off).
Der Sieger der Play-off 1 wird belgischer Meister. Die Mannschaften auf Platz 2 und 3 der Play-off 1 qualifizieren sich ebenfalls direkt für die nächsten Startplätze im Europapokal. Der Vierte der Meisterschaftsrunde spielt dagegen gegen den Sieger der Play-off 2 um den schlechtesten Qualifikationsplatz zur Conference League.
Die Mannschaften auf den Plätzen 13 bis 16 spielen eine Play-down-Runde. Die beiden letzten Mannschaften dieser Runde steigen ab, während der Sieger der Play-down in der Division 1A verbleibt. Die Mannschaft auf Platz 2 der Play-down bestreitet die Relegationsspiele gegen den Sieger der Aufstiegsspiele der Division 1B (Mannschaften auf den Plätzen 3 bis 6 der dortigen Hauptrunde).
In der Hauptrunde zählt bei Punktgleichheit zuerst die Zahl der Siege und erst dann das Torverhältnis. Die Punkte aus der Hauptrunde werden in beide Play-offs zur Hälfte übernommen und, wenn nötig, dabei aufgerundet. Mannschaften mit dieser Aufrundung haben einen Malus, so dass sie bei Punktgleichheit mit einer Mannschaft ohne diesen Malus den schlechteren Tabellenplatz erhalten. In die Play-downs wird die volle Punktzahl aus der Hauptrunde übernommen.
Sowohl in den Play-offs als auch in den Play-Down entscheidet unter punktgleichen Vereinen die höhere Platzierung in der Hauptrunde. Entsprechend rufen die weiteren Begegnungen je nach Tabellensituation teilweise nur geringfügige Änderungen hervor.
Im Gegensatz zu anderen Ligen, wie beispielsweise der Fußball-Bundesliga, sind die Spielpläne für die Hin- und Rückrunde nicht identisch (mit gedrehtem Heimrecht). Vielmehr wird für die Rückrunde ein völlig anderer Spielplan erstellt.

## Hauptrunde

### Tabelle
| Pl.                                           | Verein                          | Sp. | S  | U  | N  | Tore    | Diff. | Punkte | Anm.  |
| --------------------------------------------- | ------------------------------- | --- | -- | -- | -- | ------- | ----- | ------ | ----- |
| 1.                                            | KRC Genk                        | 30  | 21 | 5  | 4  | 055:330 | +22   | 68     | (M)   |
| 2.                                            | FC Brügge (M)                   | 30  | 17 | 8  | 5  | 065:360 | +29   | 59     | (M)   |
| 3.                                            | Royale Union Saint-Gilloise (P) | 30  | 15 | 10 | 5  | 049:250 | +24   | 55     | (M)   |
| 4.                                            | RSC Anderlecht                  | 30  | 15 | 6  | 9  | 050:270 | +23   | 51     | (M)   |
| 5.                                            | Royal Antwerpen                 | 30  | 12 | 10 | 8  | 047:320 | +15   | 46     | (M)   |
| 6.                                            | KAA Gent                        | 30  | 11 | 12 | 7  | 041:330 | +8    | 45     | (M)   |
| 7.                                            | Standard Lüttich                | 30  | 10 | 9  | 11 | 022:350 | −13   | 39     | (ECL) |
| 8.                                            | KV Mechelen                     | 30  | 10 | 8  | 12 | 045:400 | +5    | 38     | (ECL) |
| 9.                                            | KVC Westerlo                    | 30  | 10 | 7  | 13 | 050:490 | +1    | 37     | (ECL) |
| 10.                                           | Sporting Charleroi              | 30  | 10 | 7  | 13 | 036:360 | ±0    | 37     | (ECL) |
| 11.                                           | Oud-Heverlee Löwen              | 30  | 8  | 13 | 9  | 028:330 | −5    | 37     | (ECL) |
| 12.                                           | F.C.V. Dender E.H. (N)          | 30  | 8  | 8  | 14 | 033:510 | −18   | 32     | (ECL) |
| 13.                                           | Cercle Brügge                   | 30  | 7  | 11 | 12 | 029:440 | −15   | 32     | PD    |
| 14.                                           | VV St. Truiden                  | 30  | 7  | 10 | 13 | 041:560 | −15   | 31     | PD    |
| 15.                                           | KV Kortrijk                     | 30  | 7  | 5  | 18 | 028:550 | −27   | 26     | PD    |
| 16.                                           | K Beerschot VA (N)              | 30  | 3  | 9  | 18 | 026:600 | −34   | 18     | PD    |
| Stand: 16. März 2025 Abschluss der Hauptrunde |                                 |     |    |    |    |         |       |        |       |

Platzierungskriterien: 1. Punkte – 2. Siege – 3. Tordifferenz – 4. geschossene Tore

| aus der Saison 2023/24: |                                    |
| ----------------------- | ---------------------------------- |
| (M)                     | amtierender belgischer Meister     |
| (P)                     | amtierender belgischer Pokalsieger |
| (N)                     | Aufsteiger der Division 1B 2023/24 |

### Kreuztabelle
Die Kreuztabelle stellt die Ergebnisse aller Spiele der Saison dar. Die Heimmannschaft ist in der linken Spalte, die Gastmannschaft in der oberen Zeile aufgelistet.
| 2024/25 Stand: 16. März 2025 Abschluss der Hauptrunde | Royale Union Saint-Gilloise | AND | Royal Antwerpen | BRÜ | Cercle Brügge | KRC Genk | GNT | KV Mechelen | VV St. Truiden | Standard Lüttich | KVC Westerlo | Oud-Heverlee Löwen | Sporting Charleroi | KV Kortrijk | BEE   | F.C.V. Dender E.H. |
| ----------------------------------------------------- | --------------------------- | --- | --------------- | --- | ------------- | -------- | --- | ----------- | -------------- | ---------------- | ------------ | ------------------ | ------------------ | ----------- | ----- | ------------------ |
| Royale Union Saint-Gilloise                           |                             | 0:0 | 2:1             | 2:2 | 1:3           | 4:0      | 0:0 | 0:1         | 2:1            | 3:0              | 3:1          | 1:0                | 1:0                | 3:0         | 3:1   | 4:1                |
| RSC Anderlecht                                        | 0:2                         |     | 2:0             | 0:3 | 3:0           | 0:2      | 6:0 | 4:1         | 1:0            | 3:0              | 2:2          | 1:1                | 0:0                | 4:0         | 2:1   | 2:3                |
| Royal Antwerpen                                       | 2:0                         | 1:2 |                 | 2:1 | 3:0           | 2:2      | 0:1 | 0:1         | 6:1            | 3:0              | 3:2          | 2:2                | 1:3                | 2:1         | (5:0) | 1:1                |
| FC Brügge                                             | 1:1                         | 2:1 | 1:0             |     | 3:0           | 2:0      | 2:4 | 1:1         | 7:0            | 1:2              | 4:3          | 1:0                | 4:2                | 1:1         | 4:2   | 4:1                |
| Cercle Brügge                                         | 0:0                         | 0:5 | 0:0             | 1:3 |               | 2:3      | 2:1 | 1:0         | 1:1            | 1:1              | 1:1          | 1:0                | 2:0                | 1:2         | 4:1   | 0:0                |
| KRC Genk                                              | 2:1                         | 2:0 | 2:0             | 3:2 | 2:1           |          | 0:0 | 2:1         | 3:2            | 0:0              | 1:0          | 2:0                | 3:0                | 3:2         | 1:0   | 4:0                |
| KAA Gent                                              | 1:3                         | 1:0 | 1:1             | 1:1 | 1:1           | 0:2      |     | 2:0         | 2:0            | 5:0              | 4:1          | 3:0                | 1:1                | 1:2         | 3:2   | 1:2                |
| KV Mechelen                                           | 1:1                         | 1:3 | 1:1             | 1:2 | 2:0           | 1:2      | 3:3 |             | 1:1            | 0:0              | 2:4          | 5:0                | 5:2                | 3:0         | 3:0   | 2:1                |
| VV St. Truiden                                        | 0:0                         | 0:2 | 1:1             | 2:2 | 1:1           | 2:2      | 1:1 | 2:1         |                | 1:2              | 2:0          | 2:1                | 1:4                | 4:2         | 2:0   | 3:3                |
| Standard Lüttich                                      | 0:0                         | 0:2 | 0:0             | 1:0 | 1:0           | 1:2      | 0:1 | 0:0         | 2:1            |                  | 1:2          | 1:1                | 2:1                | 1:0         | 1:0   | 1:0                |
| KVC Westerlo                                          | 4:3                         | 2:0 | 1:2             | 1:2 | 3:0           | 1:2      | 2:2 | 1:1         | 1:2            | 4:2              |              | 1:1                | 1:3                | 4:0         | 2:2   | 2:0                |
| Oud-Heverlee Löwen                                    | 1:1                         | 0:0 | 1:1             | 0:1 | 1:1           | 3:1      | 0:0 | 1:0         | 3:2            | 2:0              | 0:0          |                    | 1:0                | 1:1         | 2:0   | 3:2                |
| Sporting Charleroi                                    | 1:2                         | 0:1 | 0:1             | 1:1 | 1:1           | 1:1      | 1:0 | 0:1         | 2:1            | 1:1              | 1:0          | 0:2                |                    | 1:0         | 3:0   | 5:0                |
| KV Kortrijk                                           | 1:2                         | 0:2 | 1:2             | 0:3 | 1:1           | 2:1      | 0:1 | 3:1         | 1:1            | 1:0              | 1:2          | 2:0                | 0:1                |             | 1:0   | 0:3                |
| K Beerschot VA                                        | 0:4                         | 2:1 | 1:1             | 2:2 | 3:2           | 3:4      | 0:0 | 1:0         | 0:3            | 0:0              | 1:2          | 0:0                | 1:1                | 2:2         |       | 1:2                |
| F.C.V. Dender E.H.                                    | 0:0                         | 1:1 | 1:3             | 1:2 | 0:1           | 0:1      | 0:0 | 2:5         | 2:1            | 0:2              | 1:0          | 1:1                | 1:0                | 4:1         | 0:0   |                    |

Wertung Royal Antwerpen – K Beerschot VA
Nachdem das Spiel bereits zweimal unterbrochen gewesen war, weil durch die Gästefans Pyrotechnik geworfen wurde, wurde es in der 75. Minute infolge erneuten Einsatz von Pyrotechnik beim Stand von 4:0 abgebrochen. Gemäß Reglement wäre es am Folgetag ohne Zuschauer zu Ende zu spielen gewesen. K Beerschot VA weigerte sich aber dazu anzutreten. Daher wurde das Spiel mit 5:0 gewertet.

## Play-offs
Die Spielpläne für die beiden Play-offs und die Play-downs wurden am 17. März 2024 bekannt gegeben.
In beiden Play-offs wurden die Punkte aus der Hauptrunde halbiert und als Bonus gutgeschrieben. Falls sich dabei ein halber Punkt ergab, wurde dieser aufgerundet. Bei etwaiger Punktgleichheit gilt eine solche Aufrundung als „Malus“, die zum schlechteren Tabellenplatz führt. Als nächstes Kriterium wird die Platzierung in der Hauptrunde herangezogen. Die Tordifferenz und die Anzahl der Siege haben in den Play-offs keine Auswirkung auf die Endplatzierung.

### Meisterschaftsrunde (Play-off 1)

#### Tabelle
| Pl.                  | Verein                            | Sp. | S | U | N | Tore    | Diff. | Punkte | Bonus | Gesamt | Anm.      |
| -------------------- | --------------------------------- | --- | - | - | - | ------- | ----- | ------ | ----- | ------ | --------- |
| 1.                   | Royale Union Saint-Gilloise (P) M | 10  | 9 | 1 | 0 | 022:300 | +19   | 28     | 28    | 56     | M + CL    |
| 2.                   | FC Brügge (M) M                   | 10  | 7 | 2 | 1 | 021:600 | +15   | 23     | 30    | 53     | 3Q CL     |
| 3.                   | KRC Genk                          | 10  | 4 | 1 | 5 | 014:110 | +3    | 13     | 34    | 47     | PO EL     |
| 4.                   | RSC Anderlecht M                  | 10  | 3 | 1 | 6 | 012:130 | −1    | 10     | 26    | 36     | 2Q EL     |
| 5.                   | Royal Antwerpen                   | 10  | 2 | 3 | 5 | 010:180 | −8    | 09     | 23    | 32     | PO 2Q Con |
| 6.                   | KAA Gent M                        | 10  | 2 | 0 | 8 | 004:320 | −28   | 06     | 23    | 29     |           |
| Stand: Ende Play-off |                                   |     |   |   |   |         |       |        |       |        |           |

Kriterien zur Sortierung der Tabelle: 1. Kein Malus „M“ – 2. Punkte – 3. Tabellenplatz der Hauptrunde
Der FC Brügge ist als Pokalsieger für die Play-off der Europa League 2025/26 qualifiziert. Da die Qualifikation für die Qualifikationsspiele zur Champions League höherrangig ist, geht die Berechtigung für die Europa League auf Platz 3 der Meisterrunde über und die weiteren europäischen Startberechtigungen verschieben sich um einen Tabellenplatz.

#### Kreuztabelle
| Stand: Ende Play-off        | KRC Genk | BRÜ | Royale Union Saint-Gilloise | AND | Royal Antwerpen | GNT |
| --------------------------- | -------- | --- | --------------------------- | --- | --------------- | --- |
| KRC Genk                    |          | 0:2 | 1:2                         | 2:1 | 0:1             | 4:0 |
| FC Brügge                   | 1:0      |     | 0:1                         | 2:0 | 1:1             | 4:1 |
| Royale Union Saint-Gilloise | 1:0      | 0:0 |                             | 2:0 | 5:1             | 3:1 |
| RSC Anderlecht              | 1:2      | 1:3 | 0:1                         |     | 0:0             | 5:0 |
| Royal Antwerpen             | 1:1      | 2:3 | 0:4                         | 1:3 |                 | 0:1 |
| KAA Gent                    | 1:4      | 0:5 | 0:3                         | 0:1 | 0:3             |     |

### Europa Play-offs (Play-off 2)

#### Tabelle
| Pl.                       | Verein                 | Sp. | S | U | N | Tore    | Diff. | Punkte | Bonus | Gesamt | Anm.      |
| ------------------------- | ---------------------- | --- | - | - | - | ------- | ----- | ------ | ----- | ------ | --------- |
| 1.                        | Sporting Charleroi M   | 10  | 6 | 3 | 1 | 019:100 | +9    | 21     | 19    | 40     | PO 2Q Con |
| 2.                        | KVC Westerlo M         | 10  | 3 | 5 | 2 | 019:160 | +3    | 14     | 19    | 33     |           |
| 3.                        | KV Mechelen            | 10  | 2 | 6 | 2 | 017:170 | ±0    | 12     | 19    | 31     |           |
| 4.                        | F.C.V. Dender E.H. (N) | 10  | 3 | 4 | 3 | 020:210 | −1    | 13     | 16    | 29     |           |
| 5.                        | Standard Lüttich M     | 10  | 0 | 7 | 3 | 005:800 | −3    | 07     | 20    | 27     |           |
| 6.                        | Oud-Heverlee Löwen M   | 10  | 1 | 5 | 4 | 011:190 | −8    | 08     | 19    | 27     |           |
| Stand: Abschluss Play-off |                        |     |   |   |   |         |       |        |       |        |           |

Kriterien zur Sortierung der Tabelle: 1. Kein Malus „M“ – 2. Punkte – 3. Tabellenplatz der Hauptrunde

#### Kreuztabelle
| Stand: Abschluss Play-off | Standard Lüttich | KV Mechelen | KVC Westerlo | Sporting Charleroi | Oud-Heverlee Löwen | F.C.V. Dender E.H. |
| ------------------------- | ---------------- | ----------- | ------------ | ------------------ | ------------------ | ------------------ |
| Standard Lüttich          |                  | 2:2         | 1:1          | 0:1                | 0:1                | 0:0                |
| KV Mechelen               | 0:0              |             | 2:3          | 1:1                | 1:1                | 5:2                |
| KVC Westerlo              | 0:0              | 2:2         |              | 2:2                | 2:2                | 4:2                |
| Sporting Charleroi        | 1:0              | 3:0         | 4:3          |                    | 2:1                | 4:1                |
| Oud-Heverlee Löwen        | 1:1              | 1:2         | 0:2          | 0:0                |                    | 4:4                |
| F.C.V. Dender E.H.        | 1:1              | 2:2         | 1:0          | 2:1                | 5:0                |                    |

### Play-down
In den Play-downs wurden die Punkte aus der Hauptrunde voll übernommen. Zwischen punktgleichen Vereinen entscheidet für die Endplatzierung die Platzierung in der Hauptrunde. Die Tordifferenz und die Anzahl der Siege haben in den Play-downs keine Auswirkung auf die Platzierung.

#### Tabelle
| Pl.                 | Verein             | Sp. | S | U | N | Tore    | Diff. | Punkte | Bonus | Gesamt | Anm. |
| ------------------- | ------------------ | --- | - | - | - | ------- | ----- | ------ | ----- | ------ | ---- |
| 1.                  | VV St. Truiden     | 6   | 3 | 1 | 2 | 009:100 | −1    | 10     | 31    | 41     |      |
| 2.                  | Cercle Brügge      | 6   | 2 | 1 | 3 | 010:130 | −3    | 07     | 32    | 39     | Rel  |
| 3.                  | KV Kortrijk        | 6   | 3 | 2 | 1 | 012:800 | +4    | 11     | 26    | 37     | ▼    |
| 4.                  | K Beerschot VA (N) | 6   | 2 | 0 | 4 | 010:100 | ±0    | 06     | 16    | 22     | ▼    |
| Stand: 10. Mai 2025 |                    |     |   |   |   |         |       |        |       |        |      |

Kriterien zur Sortierung der Tabelle: 1. Punkte – 2. Tabellenplatz der Hauptrunde

#### Kreuztabelle
| Stand: 10. Mai 2025 | Cercle Brügge | VV St. Truiden | KV Kortrijk | BEE |
| ------------------- | ------------- | -------------- | ----------- | --- |
| Cercle Brügge       |               | 3:1            | 0:2         | 2:1 |
| VV St. Truiden      | 3:1           |                | 0:3         | 2:1 |
| KV Kortrijk         | 2:2           | 2:2            |             | 3:2 |
| K Beerschot VA      | 4:2           | 0:1            | 2:0         |     |

## Relegation
Zwischen dem Zweitplatzierten der Play-downs der Division 1A (Cercle Brügge) und dem Sieger der K.-o.-Spiele um den Relegationsteilnehmer der Division 1B (Patro Eisden Maasmechelen) finden zwei Relegationsspiele um den letzten freien Platz in der Division 1A 2025/26 statt, wobei die Mannschaft aus der Division 1A im zweiten Spiel Heimrecht hat.
| Datum              |                           | Gesamt |               | Hinspiel | Rückspiel |
| ------------------ | ------------------------- | ------ | ------------- | -------- | --------- |
| 18. / 23. Mai 2025 | Patro Eisden Maasmechelen | 2:8    | Cercle Brügge | 1:5      | 1:3       |

## Entscheidungsspiel um den Conference-League-Startplatz
Um den letzten europäischen Startplatz in der 2. Qualifikationsrunde zur Conference League tragen der Fünfte der Meister-Play-offs (Royal Antwerpen) und der Sieger der Play-offs II (Sporting Charleroi) ein Entscheidungsspiel aus.
| Datum        |                 | Ergebnis |                    |
| ------------ | --------------- | -------- | ------------------ |
| 29. Mai 2025 | Royal Antwerpen | 1:2      | Sporting Charleroi |

## Torschützenliste
Der Torschützenkönig wird offiziell durch Pro League, der Vereinigung der Vereine der Divisionen 1A und 1B, mit dem Goldenen Bullen (Le Taureau d’Or bzw. Gouden Stier) ausgezeichnet. Es werden nur die Spiele der Hauptrunde und der Play-off berücksichtigt, nicht aber die folgenden Finalspiele um die Conference-League-Qualifikation.
Bei Gleichstand der erzielten Tore entscheiden die Auswärtstore, die Heimtore, die Zahl der Spielminuten, die Zahl der Vorlagen und die Zahl der Tore ohne Elfmeter (in dieser Reihenfolge).
Stand: Ende der Saison
| Pl. | Spieler            | Verein                      | Tore |
| --- | ------------------ | --------------------------- | ---- |
| 01. | Adriano Bertaccini | VV St. Truiden              | 21   |
| 02. | Tolu Arokodare     | KRC Genk                    | 21   |
| 03. | Promise David      | Royale Union Saint-Gilloise | 19   |
| 04. | Kasper Dolberg     | RSC Anderlecht              | 18   |
| 05. | Nikola Štulić      | Sporting Charleroi          | 16   |
| 06. | Franjo Ivanović    | Royale Union Saint-Gilloise | 16   |
| 07. | Christos Tzolis    | FC Brügge                   | 16   |
| 08. | Daan Heymans       | Sporting Charleroi          | 14   |
| 09. | Tjaronn Chery      | Royal Antwerpen             | 14   |
| 10. | Benito Raman       | KV Mechelen                 | 13   |